# Gewoon dwerglopertje
Het gewoon dwerglopertje (Microvelia reticulata) is een wants uit de familie van de Veliidae (Beeklopers). De soort werd het eerst wetenschappelijk beschreven door Carl Hermann Conrad Burmeister in 1835.

## Uiterlijk
De kleine tamelijk smal ovale wants is, als volwassen dier, ongevleugeld (apteer) maar ook regelmatig langvleugelig (macropteer) en kan 1.5 tot 2 mm lang worden. De laatste twee delen van het borststuk (thorax), het mesonotum en metanotum zijn afgerond aan de onderrand, lopen parallel, en worden niet bedekt door het pronotum. Over de voorkant van het halsschild loopt een smalle, in het midden onderbroken, lichte band. Bij de langvleugelige varianten zijn het halsschild en de voorvleugels donkerbruin en de zijhoeken van het halsschild spits. Op de voorvleugels bevinden zich minimaal drie witte vlekken die variabel van vorm zijn. Het gewoon dwerglopertje lijkt op het slanke dwerglopertje (Microvelia buenoi), die heeft echter lijn over het halsschild die niet onderbroken is. Het gewone dwerglopertje lijkt ook op het zuidelijke dwerglopertje (Microvelia pygmaea), die heeft echter grijze vleugels (als hij macropteer is) en het pronotum bedekt de laatste twee delen van het borststuk.

## Leefwijze
De soort komt de winter door als volgroeide wants. De volwassen wantsen worden het hele jaar door gevonden en er zijn waarschijnlijk twee generaties per jaar. De soort is niet kieskeurig wat betreft zijn leefomgeving en komt in vele soorten water voor, uitgezonderd brak water en snel stromende beken. Ze leven dicht bij de oever en geven de voorkeur aan begroeide oevers met takken die het water hangen.

## Leefgebied
De soort is in Nederland algemeen. Het verspreidingsgebied is Palearctisch, van Europa (met uitzondering van het Middellandse Zeegebied) tot Japan in het oosten.